# Protostega gigas
Il protostega gigas era un rettile con guscio non formato da piastre ossee rinforzate, tranne l'anello attorno al contorno e i sottili spuntoni che univano questi (così poteva fuggire in velocità perché pesava molto meno), primitivo dell'Era mesozoica, appartenente alla famiglia dei cheloni, molto simile morfologicamente alle tartarughe odierne. È stata descritta specialmente da Edward Drinker Cope nel 1872. Viveva nel Cretacico superiore, in Nord America. Dopo la Archelon ischyros, che era lunga 4 metri e larga 5 metri, la protostega è stata la seconda tartaruga per dimensioni di tutti i tempi.

## Descrizione
Era lungo circa 3 metri e pesava circa 450 kg. Aveva un becco corneo, le zampe anteriori molto grandi e le zampe posteriori più piccole. Si nutriva di meduse e crostacei. Il suo "becco" non possedeva denti.

## Biologia

### Alimentazione
Si nutriva di crostacei e meduse.

### Predatori
Era cacciato da pliosauri, mosasauridi, squali e coccodrilli.

## Nella cultura di massa
Il Protostega gigas compare inoltre nel lungometraggio Sea Monsters: A Prehistoric Adventure.
Il Pokemon Tirtouga è basato sul Protostega.
È anche uno degli animali acquatici preistorici ottenibili in "Jurassic World: The Game".